# Siegelhain

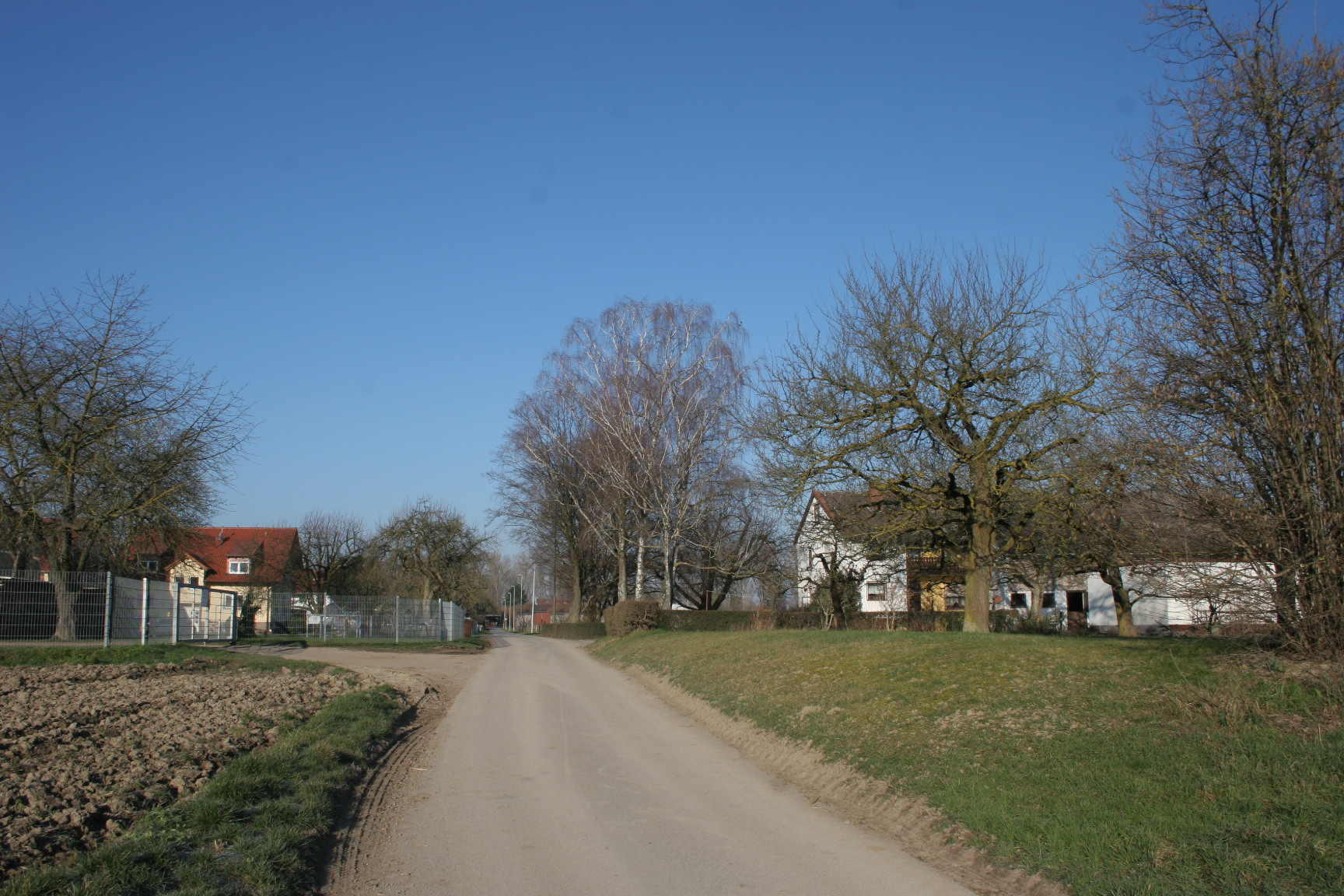
Siegelhain, Zufahrt von Süden

Siegelhain ist eine 1959 gegründete landwirtschaftliche Aussiedlersiedlung im westlichen Teil der Gemarkung von Hockenheim im baden-württembergischen Rhein-Neckar-Kreis mit sieben Hofstellen. Sie liegt wenig östlich der von Ketsch in Richtung Altlußheim führenden Kreisstraße 4250 sowie südlich der Autobahn A 61. Westlich verläuft die Oder, östlich der Kotlachgraben: beide vereinigen sich nördlich von Siegelhain, um nach rund 200 Metern in den Rhein zu münden. Der Name der Siedlung stammt von einem dort gelegenen Gewann und rührt entweder von einem Personennamen her, könnte sich aber auch auf das Wort versickern beziehen. Knapp drei Kilometer nordöstlich von Siegelhain liegt mit der Seewaldsiedlung eine weitere, ein Jahr später entstandene Aussiedlersiedlung mit sechs Hofstellen. Beide liegen innerhalb des Landschaftsschutzgebietes Hockenheimer Rheinbogen.